# Lee Gong-joo
Dans ce nom coréen, le nom de famille, Lee , précède le nom personnel.
Lee Gong-joo, née le 25 mars 1980, est une handballeuse internationale sud-coréenne. 
Avec l'équipe de Corée du Sud, elle participe aux jeux olympiques de 2004 où elle remporte une médaille d'argent.

## Palmarès
- Jeux olympiques d'été
  -  aux jeux Olympiques de 2004 à Athènes,  Grèce